# Jacqueline Oliveira Santana
Jacqueline Oliveira Santana, née le 30 octobre 1979 à São Paulo, est une handballeuse internationale brésilienne, évoluant au poste de gardienne de but.

## Biographie
Après six saisons en Espagne, notamment à La Unión Ribarroja de 2004 à mai 2005 puis au BM Roquetas, Jacqueline Oliveira rejoint au printemps 2009 le Toulon Saint-Cyr Var Handball.
Sacrée championne de France en 2009-2010 avec Toulon, elle a aussi décroché deux coupes de France en 2011 et 2012.
Après six ans à Toulon, elle rejoint en 2015 le Chambray Touraine Handball,. Aux côtés de Linda Pradel, elle permet au club tourangeau de devenir Vice-champion de France de D2 en 2016 et ainsi d'accéder à l'élite française.
Après avoir quitté Chambray en 2018, elle évolue ensuite pour l'Entente Noisy-le-Grand/Gagny. Alors qu'elle souhaitait stopper sa carrière en raison d'une blessure à l'épaule, la Stella Saint-Maur, club de 2e division qui ambitionne de monter en D1, la sollicite pour rejoindre l'équipe. Elle signe ainsi au club francilien en février 2021. Avec 32,56 % d’arrêts en 2022-2023, elle participe grandement au titre de championne de France de D2 et donc à l'accession du club en première division.
En novembre 2022, elle est appelée pour participer au Championnat d'Afrique des nations avec le Congo, mais la fédération brésilienne ne validant pas son changement de nationalité, elle n'a pas pu participer à la compétition.
En 2024, après 15 saisons en France., elle met un terme à sa carrière à 44 ans.

## Palmarès
- Championne de France (1) : 2010 avec Toulon Saint-Cyr
- Vainqueur de la coupe de France (2) : 2011 et 2012 Toulon Saint-Cyr
- Championne de France D2 (1) : 2023 avec la Stella Saint-Maur

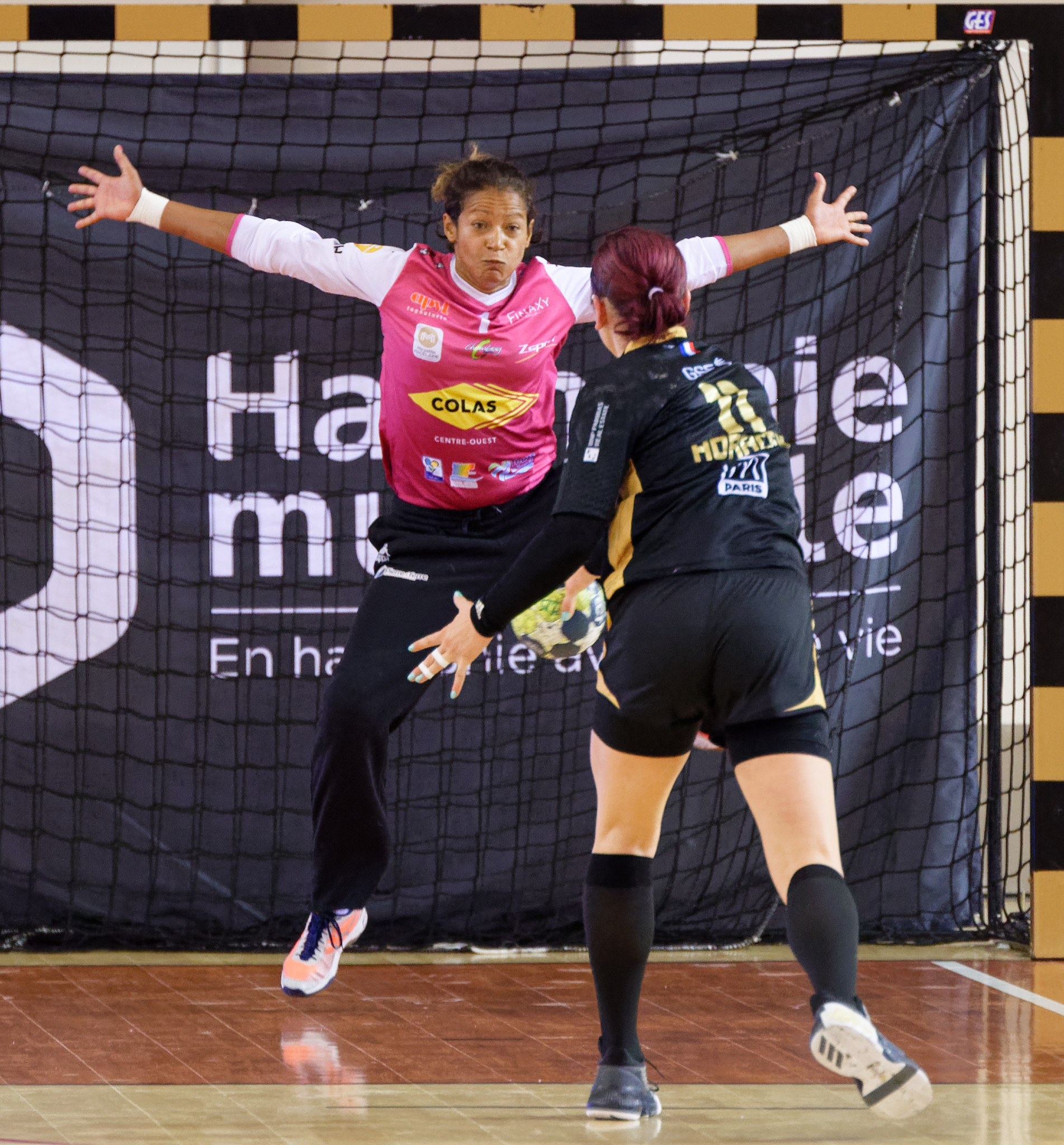
Jacqueline Oliveira va tenter d'arrêter un jet de 7 mètres tiré par Tamara Horacek, le 15 septembre 2017.